# Marek Maďarič
Marek Maďarič, né le 23 mars 1966 à Bratislava, est un scénariste et homme politique slovaque membre de Direction - Social-démocratie (SMER-SD). Il est ministre de la Culture de 2006 à 2010 puis de 2012 à 2018.

## Biographie

### Formation et vie professionnelle
Après cinq années à l'École supérieure des arts de la scène de Bratislava entre 1984 et 1989, il devient scénariste de séries dramatiques pour la télévision. Indépendant entre 1993 et 1996, il est publicitaire de 1999 à 2000, année où SMER-SD le recrute comme chef du département Presse et Médias.

### Engagement politique
En 2002, il est embauché en tant qu'assistant parlementaire, retrouvant ses fonctions au sein de son parti entre 2004 et 2006.
Il est nommé ministre de la Culture le 4 juillet 2006, dans le premier gouvernement du président du gouvernement social-démocrate Robert Fico, quelques semaines après les élections législatives dont il a dirigé la campagne des sociaux-démocrates.
Élu député au Conseil national de la République slovaque en 2010, Marek Maďarič retrouve ses fonctions de ministre de la Culture le 4 avril 2012, à la formation du gouvernement Fico II. Il est reconduit le 23 mars 2016 dans le gouvernement Fico III.
Le 28 février 2018, après l'assassinat de Ján Kuciak et de sa compagne, il annonce sa démission en expliquant : « En tant que ministre de la Culture, je ne peux supporter qu'un journaliste ait été assassiné alors que j'étais en fonctions ».